# Céphas Bansah
Togbe Ngoryifia Céphas Kosi Bansah (nacido en 22 de abril de 1948), también conocido como Céphas Bansah, es el Ngoryifia («jefe de desarrollo y Rey») de la zona tradicional Gbi en Hohoe, Ghana, de etnia ewé. Vive en Alemania ayudando económicamente a su pueblo.

## Biografía

### Primeros años
Céphas Bansah creció en la región del Volta de Ghana, y visitó por primera vez Alemania en 1970 durante un programa de intercambio de estudiantes. Él recibió educación en la empresa Paul Schweitzer en Ludwigshafen am Rhein, donde obtuvo dos certificados como maestro artesano. El primero como mecánico para la maquinaria agrícola y el segundo como mecánico de vehículos. También practicó boxeo en su tiempo libre, y en 1975 se convirtió en el campeón de peso mosca del distrito. Su abuelo fue quien tuvo la idea de educarlo en Alemania. Primero llegó a Bonn para estudiar mecánica, aunque luego decidió estudiar para ser maestro. Desde entonces formó a 14 mecánicos.

### Nombramiento
En 1987, el abuelo de Bansah, el rey reinante, murió, y Céphas Bansah fue elegido para ser el nuevo gobernante. Su padre y su hermano mayor eran zurdos, y por lo tanto no podían considerarse legítimos herederos, porque la mano izquierda era vista como impuro y falta de honradez. La ceremonia de coronación se llevó a cabo el 16 de abril de 1992. A pesar de sus nuevas responsabilidades, Céphas Bansah decidió seguir viviendo en Alemania, donde sinitó que podía hacer más para ayudar a su pueblo desde el extranjero. Ahora dirige un taller propio en Ludwigshafen, y está en contacto regular con su familia en Ghana, que él visita un par de veces al año.
Todos los días se conecta con su pueblo por Skype, luego de terminar su turno como mecánico. A través de Internet conversa con sus súbditos, da discursos, y se reúne con los líderes locales. En Hohoe tiene casi 300.000 súbditos que pertenecen al grupo étnico ewé.

### Caridad
A lo largo de los años, Céphas Bansah consegir apoyo económico y donaciones por parte de emprendimientos. Poco después de su nombramiento, estableció una organización sin fines de lucro para recaudar fondos para su pueblo. En Ludwigshafen, logró a través de sus buenas relaciones con los agricultores, recoger contenedores llenos con bombas de agua y tuberías. Fueron enviados a Ghana y sirven para abastecer a los hogares de muchas personas con agua potable limpia.
Otros elementos como postes de electricidad y una nueva campana para la Iglesia Evangélica Presbiteriana de Hohoe fueron enviados en contenedores posteriores. El hospital de la ciudad, que había estado mal equipado, se ha mejorado mucho gracias a las donaciones de equipos médicos, sillas de ruedas, ambulancias, y 22 médicos alemanes. También supervisó la construcción de un nuevo puente sobre el río Dayi, que anteriormente había sido peligrosamente inestable. En total llevan construidos cinco puentes y cuatro escuelas. Hacia 2015 se encontraba realizando colecta para construir una escuela técnica. Bansah considera las actividades técnicas y artesanales fundamentales para el desarrollo de Ghana, por eso les da prioridad a las escuelas de oficios que imparten carpintería, mecánica y textil.
Además de las campañas y donaciones, Bamsah también vende recuerdos de él como camisetas, artesanías, bolsos, gafas y otros objetos con su imagen.
Debido a todo ello Bansah se convirtió en una celebridad local y regularmente aparece en la televisión.

### Música
Ha producido y publicado seis CD de sus canciones, incluyendo una versión de O Tannenbaum en su lengua materna, y una canción propia para la Copa del Mundo de 2006.

### Controversias
A finales de noviembre de 2014, Bansah informó a la policía alemana que mientras él y su esposa estaban lejos de su hogar en una función, ladrones irrumpieron en su casa y se robaron objetos con valor de 20.000 euros , incluyendo sus cuatro coronas de oro.

### Vida personal
Está casado con una mujer de nacionalidad alemana, Gabrielle, y tiene dos hijos, Katharina y Carlo. Su hijo, quien es heredero al trono, estudia en la universidad para ser director de bancos, mientras cumple sus funciones de príncipe. En cuanto a su religión, es presbiteriano y también practica el vudú.